# Greatest Hits (9mm Parabellum Bulletのアルバム)
『Greatest Hits』（グレイテスト・ヒッツ）は、日本のロックバンド、9mm Parabellum Bulletのベストアルバム。2014年7月9日発売。

## 解説
バンド結成10周年を記念した、バンド初のベストアルバムである。新曲なしで、過去のシングル・EPから表題曲を、リリース順に11曲収録。
通常盤と、初回限定生産盤（10周年盤）「Greatest Hits 〜Special Edition〜」の2形態で発売。通常盤、限定版共通で、9mmロゴステッカーとライブツアー"Next Bullet Marks Tour 2014"の先行予約情報を封入。限定版のみハードカバースリーブジャケット仕様で、過去のライブ音源を20曲収録したCD「Selected Bullet Marks」、メンバーによるセルフライナーノーツ入り別冊LIVE HISTORY BOOKを封入。

## 収録曲

### Disc 1「Greatest Hits」
全作詞：菅原卓郎
1. The World
作曲：9mm Parabellum Bullet
ミニアルバム「The World e.p.」収録曲。
2. Discommunication
作曲：9mm Parabellum Bullet
1st EP「Discommunication e.p.」収録曲。
3. Supernova
作曲：滝善充
1stシングル「Supernova/Wanderland」収録曲。
4. Wanderland
作曲：滝善充
1stシングル「Supernova/Wanderland」収録曲。
5. Black Market Blues
作曲：滝善充
2nd EP「Black Market Blues e.p.」収録曲。
6. Cold Edge
作曲：中村和彦
3rd EP「Cold Edge e.p.」収録曲。
7. 命ノゼンマイ
作曲：滝善充
2ndシングル「命ノゼンマイ」収録曲。
8. 新しい光
作曲：滝善充
3rdシングル「新しい光」収録曲。
9. カモメ (Strings Version)
作曲：滝善充　ストリングスアレンジ：四家卯大、滝善充
4th EP「カモメ e.p.」収録曲。アルバム『Movement』収録曲にストリングスを追加したバージョン。
10. ハートに火をつけて
作曲：滝善充
4thシングル「ハートに火をつけて」収録曲。
11. Answer And Answer
作曲：滝善充
5thシングル「Answer And Answer」収録曲。

### Disc 2「Selected Bullet Marks」（限定版のみ）
1. (teenage)Disaster (2007.02.25 "機械の遺伝子" at 渋谷 O-nest)
2. Beautiful Target (2007.09.09 "カオスの百年 vol.4" at 渋谷 CLUB QUATTRO)
3. Caucasus (2007.11.28 "硝子越しの暴走" at 恵比寿 LIQUIDROOM)
4. Heat-Island (2008.02.08 "Termination Tour 07/08" at 渋谷 CLUB QUATTRO)
5. sector (2008.06.06 "無重力のキューブ" at SHIBUYA-AX)
6. Living Dying Message (2008.10.18 "暁の野音" at 日比谷野外大音楽堂)
7. Vampiregirl (2009.01.29 "VAMPIRE EMPIRE TOUR 08/09" at 京都 磔磔)
8. Talking Machine (2009.09.09 "999(アット ブドウカン) " at 日本武道館)
9. キャンドルの灯を (2010.06.24 "Revolutionary Tour 2010" at 東京 NHKホール)
10. Lovecall From The World (2010.09.09 "カオスの百年 vol.7" at 新木場 STUDIO COAST)
11. Termination (2011.06.26 "Movement YOKOHAMA" at 横浜アリーナ)
12. Scenes (2011.09.09 "Movement Moment Tour 2011" at Zepp Fukuoka)
13. Mr.Suicide (2012.09.09 "カオスの百年 vol.8 昼の部[女性限定ライブ]" at 下北沢 GARDEN)
14. The Revolutionary (2012.09.09 "カオスの百年 vol.8 夜の部[男性限定ライブ]" at 下北沢 GARDEN)
15. Punishment (2013.03.09 "39 -Thank You- LIVE" at 新宿 風林会館)
16. 光の雨が降る夜に (2013.04.17 "桜前線ブッタ斬リ2013" at Zepp Namba)
17. Scream For The Future (2013.09.09 "カオスの百年 vol.9" at 横浜BLITZ)
18. 新しい光 (2013.11.01 "Breaking The Dawn Tour 2013" at Zepp Sapporo)
19. Answer And Answer (2014.02.07 "10th Anniversary Live「O」" at 日本武道館)
20. 黒い森の旅人 (2014.02.08 "10th Anniversary Live「E」" at 日本武道館)